# Frente Unido para la Liberación de las Razas Oprimidas
El Frente Unido para la Liberación de las Razas Oprimidas (FULRO; francés: Frente unifié de lutte des racing opprimées, vietnamita: Mặt trận Thống nhất Đấu tranh của các Sắc tộc bị Áp bức) era una guerrilla cuyo objetivo era la autonomía de las tribus Degar en Vietnam. Inicialmente un movimiento político, después de 1969 se convirtió en un grupo guerrillero fragmentado que llevó a cabo insurgencia contra los gobiernos de Vietnam del Sur y la República Socialista de Vietnam. Opuesto a todas las formas de gobierno vietnamita, el FULRO luchó contra el Viet Cong y ARVN al mismo tiempo. El principal defensor de FULRO fue Camboya, con alguna ayuda enviada por China.
El movimiento cesó efectivamente en 1992, cuando el último grupo de 407 combatientes del FULRO y sus familias entregaron sus armas al personal de mantenimiento de la paz de las Naciones Unidas en Camboya.